# Cinconina
La cinconina è un alcaloide che si presenta come polvere incolore e amara.

## Caratteristiche strutturali e fisiche
Il composto ha struttura simile a quella della chinina, dalla quale differisce solo per l'assenza di un gruppo metossilico sull'anello chinolinico, ed è lo stereoisomero della cinconidina.

## Abbondanza e disponibilità
La cinconina è contenuta nella corteccia delle piante del genere Cinchona, come altri alcaloidi quali chinina, chinidina e cinconidina.

## Farmacologia e tossicologia
In medicina la cinconina veniva usata come farmaco antimalarico al posto della chinina, ma è in disuso a causa della scarsa reperibilità e dell'effetto troppo a breve termine.